# برت کلی
برت کلی (انگلیسی: Brett Kelly؛ زادهٔ ۳۰ اکتبر ۱۹۹۳) هنرپیشه اهل کانادا است.
از فیلم‌ها یا برنامه‌های تلویزیونی که وی در آن نقش داشته‌است می‌توان به سانتای بد، ترفند درمان و مثل مایک: بسکتبال خیابانی اشاره کرد.